# Umskiptar
Umskiptar (укр. Метаморфози) — дев'ятий повноформатний студійний альбом норвезького гурту Burzum, який вийшов 21 травня 2012 року на лейблі Byelobog Productions. Варґ Вікернес зазначив, що цей альбом є своєрідним "поверненням до джерел" з акцентом на стилі та атмосфері, але пізніше, у своїх інтерв'ю, Варґ наполягав, що стиль альбому не блек-метал, а скальдичний метал. Тексти усіх пісень були взяті з давньоскандинавської поеми Пророкування вьольви (давньосканд. Völuspá) — першої пісні «Старшої Едди», в якій міститься історія створення та прийдешнього знищення світу.
Альбом з'явився в мережі на два місяця раніше дати релізу. За словами Вікернеса це сталося тому, що колишній агент зі зв'язків з громадськістю "відіслав промо-копії усього альбому ультралівим екстремістським виданням" без його відома й згоди.
Зображення на обкладинці альбому — частина полотна норвезького художника Петера Миколи Арбо на тему германо-скандинавської міфології — богиня ночі Нотт скаче на коні Хрімфаксі.
Як зазначив Варґ, це останній альбом Burzum у жанрі блек-метал та метал в цілому.

## Альбом
Незважаючи на мінімалістичний, переважно "спрощений" стиль музики, дещо схожий на Bathory та ранній Enslaved, основою звуку Umskiptar є "нечіткі рифи і низька якість запису", яка притаманна усім блек-метал альбомам Burzum. Кайл Уорд зі SputnikMusic охарактеризував стиль альбому, як "дивне перекручення типового звуку блек-металу". Також, на альбомі рідко зустрічається екстрим-вокал.
Альбом вийшов на лейблі Byelobog Productions у двох варіантах — у стандартному (jewel case) та особливому двохпанельному діджіпаку, виготовленому у виді книги з буклетом. Також Back On Black видали альбом на подвійній вініловій платівці.

## Список композицій
| #     | Назва           | Переклад           | Тривалість |
| ----- | --------------- | ------------------ | ---------- |
| 1.    | «Blóðstokkinn»  | Просочений кров'ю  | 1:16       |
| 2.    | «Jóln»          | Божества           | 5:51       |
| 3.    | «Alfadanz»      | Ельфійський танець | 9:22       |
| 4.    | «Hit helga Tré» | Священне дерево    | 6:51       |
| 5.    | «Æra»           | Честь              | 3:58       |
| 6.    | «Heiðr»         | Вшанування         | 3:02       |
| 7.    | «Valgaldr»      | Пісня занепалого   | 8:03       |
| 8.    | «Galgviðr»      | Ліс повішених      | 7:16       |
| 9.    | «Surtr Sunnan»  | Чорний з півдня    | 4:14       |
| 10.   | «Gullaldr»      | Золотий вік        | 10:20      |
| 11.   | «Níðhöggr»      | Атака знизу        | 5:00       |
| 65:13 |                 |                    |            |

## Учасники
Уся інформація адаптована зі сторінки альбому на офіційному сайті Burzum.

### Burzum
- Варґ Вікернес — вокал, усі інструменти

### Обкладинка
- Автор зображення на обкладинці — Петер Микола Арбо ("Нотт")
- Автор зображення "Slindebirken" (Береза на кургані) — Томас Фернлі
- Дизайнери обкладинки — Ден Кепп та Варґ Вікернес

### Виробництво
- Продюсери — Пюттен, Давид Бертоліні і Варґ Вікернес
- Мікшування — Пюттен, Давид Бертоліні
- Мастерінг — Навід